# Tonouchisaurus mongoliensis
"Tonouchisaurus" (“lagarto de Tonouchi”) es el nombre informal dado a un género de un dinosaurio terópodo tiranosáurido que vivió a principios del período Cretácico, hace aproximadamente 110 millones de años en el Albiense de Mongolia. El nombre sugerido para la especie tipo es "Tonouchisaurus mongoliensis", acuñado en un artículo de un periódico japonés en 1994. Es un notablemente pequeño, alrededor de un metro de largo, dinosaurio que sin embargo es un ancestro de Tyrannosaurus rex, juzgando por lo conocido de sus elementos esqueléticos que incluye solamente parte de los miembros.